# Matjaž Mikac
Matjaž Mikac, slovenski šahist, * 1964.
Mikac je mednarodni mojster (IM) z ratingom 2380. Kot selektor slovenske ženske olimpijske ekipe je sodeloval je na 38. in  39. šahovski olimpijadi.

## Dosežki
- 2. mesto - Državno prvenstvo za člane 2010